# Erick Romeo Mora Mota
Erick Romeo Mora Mota (Ciudad de México, 1974) es un guitarrista y arreglista musical mexicano. 

## Biografía
Nació en la Ciudad de México en una familia dedicada a interpretar música mariachi por generaciones. A los 10 años, tomó su primera clase de guitarra y a los 15 continuó con estudios musicales formales.
Obtuvo una Licenciatura en Interpretación de Guitarra, con honores, de la Escuela Nacional de Música (ENM) de la UNAM. Más tarde, obtuvo otra Licenciatura en Jazz de la Escuela Superior de Música (ESM) del INBA. También estudió en la Escuela Libre de Música de José F. Vázquez y en el Estudio de Arte Guitarrístico de Manuel López Ramos. Ha tomado cursos privados con los profesores David Russell, Abel Carlevaro, Roland Dyens y Marklen Belenko. [cita requerida]

## Carrera
Como guitarrista, Erick Mora ha actuado en numerosas salas de conciertos y ha colaborado con conjuntos de jazz, música del mundo y música clásica. Desde 2009, ha sido el guitarrista (solista y acompañante) de la Orquesta Clásica de México dirigida por Carlos Esteva.
Como músico de estudio, ha participado en grabaciones con diversos artistas, entre ellos Vicente Fernández, Alejandro Fernández, Pepe Aguilar, Aída Cuevas, Juan Valentin, Paquita la del Barrio, Lupita D'Alessio, Pedro Fernández, Julio Preciado, José José, Ana Gabriel, Rocío Dúrcal, Diego Verdaguer y Joan Sebastian.
Como educador, ha impartido cursos en el Salón Chopin de la Ciudad de México, en la Academia de Música de Enrique Valadez y en la escuela secundaria Grupo Escolar Luis Pasteur. Desde 2012, es miembro fundador y profesor en la primera escuela formal de mariachi en la Ciudad de México, la Escuela de Mariachi Ollin Yoliztli en Garibaldi, donde enseña Guitarra de Mariachi, Armonía y un curso de Conjunto.
Como arreglista musical, ha participado como director musical y arreglista en grabaciones de Ana Gabriel, en su homenaje a Lucha Villa, y en la banda de Pancho Barraza. También ha proporcionado la música incidental para el documental de National Geographic «Regresa», así como para muchos comerciales de televisión.[cita requerida]
A lo largo de su carrera como intérprete, también ha actuado con conjuntos de mariachi como el Mariachi Águilas de América, el Mariachi Arriba Juárez y el Mariachi México de Pepe Villa. También ha interpretado numerosos géneros musicales, pero da prioridad a la música mariachi.